# Mareike Wiening
Mareike Wiening (* 21. August 1987 in Herzogenaurach) ist eine deutsche Jazzmusikerin (Schlagzeug, Komposition).

## Leben und Wirken
Wiening begann im Alter von fünf Jahren mit dem Klavierspielen. Später lernte sie, Querflöte zu spielen und mit 15 Jahren wechselte sie zum Schlagzeug. Nach dem Abitur studierte sie an der Hochschule für Musik und Darstellende Kunst Mannheim bei Michael Küttner und erhielt Unterricht bei Werner Schmitt und Karsten Gorzel. 2009 war Wiening ein Jahr Erasmus-Stipendiatin am Rytmisk Musikkonservatorium in Kopenhagen, an dem sie Unterricht u. a. bei Steve Coleman, Django Bates und Marilyn Mazur erhielt. Von 2012 bis 2014 absolvierte sie ihr Masterstudium an der New York University in Manhattan. 
Sie gehörte dem Bundesjazzorchester an und tourte mit eigenem Quintett. 2014 legte sie ihre EP Crosswalk vor, der 2019 das Debüt-Album Metropolis Paradise folgte. Sie ist auch auf Alben von Yngvil Vatn Guttu, Adrian Mears’ Generations Unit 2012 (TCB Records), Johannes Ludwig, Christoph Neuhaus und Clemens Gottwald zu hören. Sie ist auch mit der Band der Trompeterin Rachel Therrien, mit der Vibraphonistin Sasha Berliner, dem Fabia Mantwill Orchestra oder Mikael Godées Corpo auf Tournee. 2021 legte sie das von der Kritik gelobte Album Future Memories vor, gefolgt von Reveal (2023). 
Wiening trat in bekannten Veranstaltungsorten wie der Carnegie Hall, dem Blue Note NYC, der Jazzgallery NY, dem Jazzclub Unterfahrt, dem A-Trane Berlin, dem New York Winterjazzfest, dem Atlanta Jazzfestival und Elbjazz Hamburg auf. Sie war auch an Musical- und Theateraufführungen in Europa sowie Off-Broadway-Shows in New York City beteiligt.
Seit 2019 lebt Wiening in Köln. Seit 2022 lehrt sie als Dozentin für Jazz-Schlagzeug an der Zürcher Hochschule der Künste. 2023 wirkte sie an dem Dokumentarfilm „Jazzfieber“ mit. Seit September 2024 ist sie Professorin an der Musik und Kunst Privatuniversität der Stadt Wien.

## Auszeichnungen
Wiening erhielt 2011 den Kulturförderpreis ihrer Heimatstadt Herzogenaurach und 2013 den Jugendförderpreis des Landkreises Erlangen-Höchstadt.

## Diskographische Hinweise
- Johannes Ludwig Quartett The Druid’s Song (Nagel-Heyer Records 2012, mit Lutz Häfner, Volker Engelberth, Max Leiß)
- Christoph Neuhaus Quintett feat. Adrian Mears Directions (Unit Records 2013, mit Niko Seibold, Volker Engelberth, Judith Goldbach)
- Crosswalk (2014, mit Rich Perry, Alex Goodman, Patricia Franceschy, Angelo Di Loreto, Marty Kenney)
- Metropolis Paradise (Greenleaf Music 2019, mit Rich Perry, Dan Tepfer, Alex Goodman, Johannes Felscher)
- Future Memories (Greenleaf 2021, mit Rich Perry, Glenn Zaleski, Alex Goodman, Johannes Felscher)
- Reveal (Greenleaf Music, 2023, mit Rich Perry, Alex Goodman, Johannes Felscher sowie Dave Douglas)